# Michael Röskau
Michael Röskau (* 23. Februar 1942 in Danzig) ist ein ehemaliger deutscher Ministerialbeamter.

## Leben und berufliche Laufbahn
Röskau verbrachte seine Kindheit und Schulzeit in Köln. Nach dem Wehrdienst in der Bundesmarine studierte er Rechts- und Staatswissenschaften in München, Hamburg, Bordeaux und London.
Nach der Zweiten juristischen Staatsprüfung trat er in das damalige Bundesministerium für Wirtschaft und Finanzen unter Karl Schiller ein. 1973 wurde er zum Internationalen Währungsfonds (IWF) nach Washington, D.C. entsandt. 1974 war er Persönlicher Referent des Finanzministers Hans Apel.
Von 1975 bis 1985 war Röskau in der Wirtschaftsabteilung des Bundeskanzleramtes tätig. Dazu gehörte eine Entsendung zur Internationalen Energieagentur (IEA) der OECD in Paris (1979–1983).
1985 bis 1994 war er im Bundesministerium der Finanzen zuständig für Fragen der internationalen Verschuldung. 1995 wurde er Unterabteilungsleiter (Ministerialdirigent) und war u. a. Leiter der interministeriellen „Arbeitsgruppe für die Einführung des Euro“. Als „Finance Sous-Sherpa“ wirkte er mit bei der Vorbereitung der G7/G8-Gipfel in Köln (1999) und Okinawa (2000).
2001 ging Röskau als Leiter der entwicklungspolitischen Abteilung (DCD/DAC) zur OECD nach Paris. Im Anschluss daran war er von 2007 bis 2013 Direktor bei der Entwicklungsbank des Europarates (CEB) in Paris.
Röskau lebt in Berlin und Luxemburg.